# Атински универзитет економије и пословања
Атински универзитет економије и пословања (AUEB, AСOEE, или ОПА) (енгл. Οικονομικό Πανεπιστήμιο Αθηνών Ο.Π.Α., Oikonomiko Panepistimio Athinon (OPA)) је основан 1920. године у Атини у Грчкој.
Пре 1989. универзитет је на грчком био познат као Ανωτάτη Σχολή Οικονομικών και Εμπορικών Επιστημών (Α.Σ.Ο.Ε.Ε.), Anotati Sholi Oikonomikon kai Eborikon Epistimon (A.S.O.E.E.), а на енглеском као Athens School of Economics and Business. Иако му се име службено променило, још увек се популарно зове по старој скраћеници. 
АУЕП је трећа најстарија виша образовна институција и најстарија институција за високо економско образовање у Грчкој.

## Структура
Универзитет дана има у функцији 8 одсека за основне студије:
- Одсек економских наука
- Одсек за организацију и управљање предузећима
- Одсек информатике
- Одсек статистике
- Одсек маркетинга и комуникација
- Одсек међународних и европских економских студија
- Одсек за рачуноводсто и финансије
- Одсек за научно управитељство и технологију